# Admonestation
En langage courant, une admonestation (du latin admonitio) est une réprimande, un avertissement sévère, sans condamner, mais en avertissant de ne pas recommencer un comportement mal toléré par les proches de la personne réprimandée ou par le corps social.

## Droit pénal français
- Avant 2021

Spécifiquement en droit pénal français des mineurs, l'admonestation était une sanction pénale, qui n'entraînait aucune conséquence, ni pour les parents civilement responsables du mineur, ni pour le mineur.
C'était la plus faible des sanctions que pouvait prononcer le juge des enfants. Néanmoins, l'admonestation figurait sur le casier judiciaire du mineur jusqu'à sa majorité, date à laquelle elle était automatiquement retirée.
- Depuis 2021

Depuis la promulgation du code de la justice pénale des mineurs en 2021, l'admonestation n'est plus prévue par le texte légal.